# 鹿児島市電唐湊線
唐湊線（とそせん）は、鹿児島県鹿児島市の鹿児島中央駅前停留場から郡元停留場までを結ぶ、鹿児島市交通局（鹿児島市電）の軌道路線である。

## 路線データ
- 路線距離（営業キロ）：2.7 km[1]
- 軌間：1435mm
- 停留場数：10（起終点含む）
- 複線区間：全線複線
- 電化区間：全線電化（直流600V）

## 運行形態
2系統（鹿児島駅前 - 鹿児島中央駅前 - 郡元）が7.5分間隔で運行されている。

## 歴史
- 1950年（昭和25年）10月1日 - 西鹿児島駅前 - 中洲通間が開業。
- 1952年（昭和27年）6月1日 - 中洲通 - 唐湊間が開業。
- 1957年（昭和32年）3月29日 - 唐湊 - 大学通（現・工学部前）間が開業。唐湊停留場を神田停留場へ改称。
- 1959年（昭和34年）12月20日 - 工学部前 - 郡元間が開業し全通。
- 1985年（昭和34年）4月15日 - 専売公社前停留場をたばこ産業前停留場に改称。
- 2004年（平成16年）3月13日 - 西鹿児島駅前停留場を鹿児島中央駅前停留場に改称。
- 2015年（平成27年）5月1日 - たばこ産業前停留場を市立病院前停留場に、神田停留場を神田（交通局前）停留場に改称。

## 停留場一覧
全停留場が鹿児島県鹿児島市内に所在。
| 番号 | 停留場名               | 駅間キロ | 営業キロ | 接続路線                                                                                       |
| ---- | ---------------------- | -------- | -------- | ---------------------------------------------------------------------------------------------- |
| N11  | 鹿児島中央駅前停留場   | -        | 0.0      | 鹿児島市電：第二期線 九州旅客鉄道：九州新幹線・鹿児島本線・日豊本線・指宿枕崎線 ⇒ 鹿児島中央駅 |
| N12  | 都通停留場             | 0.4      | 0.4      |                                                                                                |
| N13  | 中洲通停留場           | 0.2      | 0.6      |                                                                                                |
| N14  | 市立病院前停留場       | 0.4      | 1.0      |                                                                                                |
| N15  | 神田（交通局前）停留場 | 0.2      | 1.2      |                                                                                                |
| N16  | 唐湊停留場             | 0.3      | 1.5      |                                                                                                |
| N17  | 工学部前停留場         | 0.2      | 1.7      |                                                                                                |
| N18  | 純心学園前停留場       | 0.2      | 1.9      |                                                                                                |
| N19  | 中郡停留場             | 0.3      | 2.2      |                                                                                                |
| N20  | 郡元停留場             | 0.5      | 2.7      | 鹿児島市電：谷山線 (I16)                                                                       |

1. ↑  日豊本線の正式な終点は鹿児島駅だが、全列車が鹿児島中央駅まで運行される。